# Grassroots (álbum de 311)
Grassroots es el segundo álbum de estudio de la banda estadounidense de rock alternativo, 311, que fue publicado el 12 de julio de 1994 por Capricorn Records. El álbum incluyó los sencillos «Homebrew», «Lucky» y «8:16 a.m.».

## Antecedentes
El álbum fue grabado intencionalmente para tener un tono "fangoso" y fue grabado en una pequeña casa en Van Nuys, California, donde todos los miembros de la banda vivían juntos. Este álbum también contiene la pista «Applied Science», que es un elemento básico en el show en vivo de 311 y ha incluido un solo de batería de banda completa desde 2000.
El bajista P-Nut grabó con un bajo Warwick GmbH de cinco cuerdas por primera vez en este disco.
Se imprimió una edición especial en vinilo del disco para el Black Friday de 2011 en United Record Pressing en Nashville, Tennessee.
El álbum fue certificado con Disco de oro en 1999 por la Recording Industry Association of America (RIAA), habiendo vendido más de 500 000 copias.

## Lista de canciones
| CD    |                    |                                                                |          |  |
| N.º   | Título             | Letras                                                         | Duración |  |
| 1.    | «Homebrew»         | Nick Hexum, Tim Mahoney, SA Martinez, Chad Sexton, Aaron Wills | 3:04     |  |
| 2.    | «Lucky»            | Hexum, Martinez, Sexton                                        | 2:50     |  |
| 3.    | «Nutsymtom» ()     | Hexum, Mahoney, Martinez, Sexton, Wills                        | 3:02     |  |
| 4.    | «8:16 a. m.»       | Hexum                                                          | 3:43     |  |
| 5.    | «Omaha Stylee»     | Hexum, Martinez                                                | 4:15     |  |
| 6.    | «Applied Science»  | Hexum, Martinez, Sexton                                        | 2:44     |  |
| 7.    | «Taiyed»           | Mahoney, Martinez, Wills                                       | 1:50     |  |
| 8.    | «Silver»           | Hexum, Mahoney, Martinez, Sexton                               | 2:47     |  |
| 9.    | «Grassroots»       | Hexum, Sexton                                                  | 4:13     |  |
| 10.   | «Salsa»            | Hexum, Mahoney, Martinez, Sexton                               | 2:28     |  |
| 11.   | «Lose»             | Hexum                                                          | 4:17     |  |
| 12.   | «Six»              | Hexum, Martinez, Sexton                                        | 3:16     |  |
| 13.   | «Offbeat Bare Ass» | Hexum, Martinez, Sexton, Wills                                 | 3:44     |  |
| 14.   | «1,2,3»            | Hexum, Sexton                                                  | 2:59     |  |
| 45:12 |                    |                                                                |          |  |

## Personal
Créditos adaptados de las notas del álbum.
| 311 - Nick Hexum – vocalista principal, guitarra rítmica, programación - SA Martinez – voces, turntablism - Chad Sexton – batería, percusión, programación - Tim Mahoney – guitarra - P-Nut – bajo | Producción - Eddy Offord – productor, ingeniero - Scott Ralston – grabación de batería - Chris Shaw – mezclas - Chris Bellman – masterización - Darin Back – fotografía |

## Posicionamiento en listas
| Lista (1994)                                  | Mejor posición |
| --------------------------------------------- | -------------- |
| Estados Unidos (Billboard 200)                | 193            |
| Estados Unidos (Billboard Heatseekers Albums) | 8              |

## Ventas y certificaciones
| País                                               | Organismo certificador | Certificación | Ventas certificadas | Ref.   |
| Ventas                                             | Ventas                 | Ventas        | Ventas              | Ventas |
| -------------------------------------------------- | ---------------------- | ------------- | ------------------- | ------ |
| Estados Unidos                                     | RIAA                   | Oro           | 500 000*            | [ 6 ]  |
| *Cifras de ventas basadas solo en certificaciones. |                        |               |                     |        |